# Gizeh (gouvernement)
Gizeh (Arabisch: الجيزة, Al Jizah) is een van de gouvernementen van Egypte en heeft 9,5 miljoen inwoners. De hoofdstad is het gelijknamige Gizeh. Gizeh ligt slechts 5 kilometer van het centrum van het nationale hoofdstad Caïro, de grootste stad van Gizeh is de Universiteitstad Zes Oktober
In 2019 werd in het gouvernement de nieuwe Internationale luchthaven van Gizeh-Sfinx geopend ter facilitering van toerisme naar de bezienswaardigheden van Gizeh.
Ad Daqahliyah · Al Buhayrah · Alexandrië · Al Gharbiyah · Al Minufiyah · Al Qalyubiyah · Ash Sharqiyah · Assioet · Aswan · Beni Suef · Caïro · Damietta · Fajoem · Gizeh · Ismaïlia · Kafr el Sheikh· Luxor · Matruh  · Minya · Nieuwe Vallei · Noord-Sinaï · Port Said · Qina · Rode Zee · Suez · Suhaj  · Zuid-Sinaï